# Günther Peters (Zoologe)

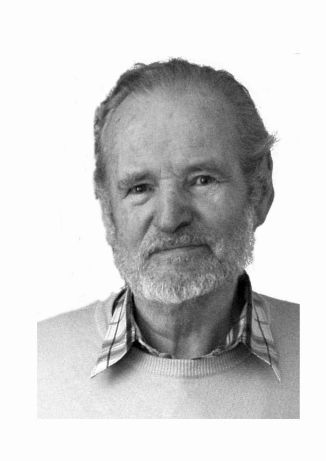
Porträt von Günther Peters (im April 2012 in Panketal bei Berlin)

Günther Peters (* 10. Juli 1932 in Stralendorf bei Schwerin; † 15. Januar 2023 in Panketal) galt als einer der bedeutendsten deutschsprachigen Odonatologen und Herpetologen. Er war von 1975 bis 1997 Professor für Zoologie und Direktor am Institut für „Spezielle Zoologie und Zoologisches Museum“ an der Humboldt-Universität zu Berlin.
Wesentliche Schwerpunkte in Forschung und Lehre sind und waren Themen zur Paläozoologie der Wirbeltiere, Vergleichenden Morphologie, Zoogeographie sowie der Themenkomplex Evolutions- und Arttheorie – Phylogenetik und Systematik.

## Leben
Günther Peters wurde als Ältester von fünf Geschwistern geboren. Seine Eltern waren sogenannte Häusler, also Besitzer eines kleinen Anwesens mit Häuschen, die nur wenig eigenes Land und Vieh besaßen. Die zeitgemäß strenge Erziehung oblag in erster Linie dem Großvater, da der Vater mit Kriegsbeginn 1939 schon recht früh zur Wehrmacht eingezogen worden war.
Die Volksschulzeit verbrachte er von Kriegsbeginn bis Kriegsende zunächst in seinem Geburtsort, später in Schwerin. Ab Ende 1946 besuchte Peters die Vorstudienanstalt (diese wurden auf der Grundlage eines Befehls der Sowjetischen Militäradministration für die sowjetische Besatzungszone im Herbst 1946 gegründet; sie dienten vorrangig dazu, Arbeiter- und Bauernkindern den Weg zur Hochschule bzw. der Universität zu ebnen). Von 1949 bis 1952 folgte die Vorbereitung auf die Hochschulreife mit abschließendem Abitur an der Arbeiter-und-Bauern-Fakultät (ABF) Rostock.
Nach Erlangen der Hochschulreife begann Günther Peters 1952 ein Biologie-Studium mit Hauptfach Zoologie und Nebenfach Paläontologie an der Staatlichen Universität Leningrad in der damaligen UdSSR, welches er 1957 mit einer Diplomarbeit über die Bastardisierungszone der westlichen und östlichen Zauneidechsen abschloss.
Nach der Zeit in Leningrad promovierte Günther Peters mit einem Doktorandenstipendium an der Humboldt-Universität Berlin unter der Betreuung von unter anderen Erwin Stresemann über anatolisch-kaukasische Zwergeidechsen. Die Bekanntschaft mit Erwin Stresemann hatte sich 1956 in Leningrad auf einer Ornithologen-Tagung ergeben, wo er ihm als Dolmetscher zur Verfügung stand. Als Peters ein Jahr später an das Museum für Naturkunde in Berlin kam, traf er dort erneut auf Stresemann.
Unmittelbar nach Erlangen der Doktorwürde wurde er 1960 im Zoologischen Museum der Humboldt-Universität als wissenschaftlicher Assistent eingestellt. Ab 1962 bis 1984 übernahm er die Kustodie der herpetologischen Sammlung. In dieser Zeit habilitierte Peters 1972 mit einem Thema zur Systematik der Schmetterlingsagamen. Im Jahr 1975 bekam er dann eine Professur angetragen und etablierte den Arbeitsbereich „phylogenetische Systematik“. Den Aufgaben als stellvertretender Direktor des Museums für Naturkunde, zuständig für Forschung bis 1975, später dann bis 1990 für den Bereich Zoologie, folgte von 1990 bis 1996 die Verantwortung als Direktor für das „Institut für Spezielle Zoologie und Zoologisches Museum“. In der Geschichte des Museums für Naturkunde war Günther Peters bisher der einzige Direktor, der von den Mitarbeitern gewählt und dessen Wahl anschließend vom Rat des Museums und dem Rektor der Humboldt-Universität bestätigt wurde. Das Museum für Naturkunde wurde zum 1. Januar 2009 aus der Humboldt-Universität zu Berlin ausgegliedert und als Stiftung des Öffentlichen Rechts zum eigenständigen Museum für Naturkunde – Leibniz-Institut für Evolutions- und Biodiversitätsforschung.

## Wissenschaftliche Arbeiten

### Herpetologie
Günther Peters war Evolutionsbiologe und „gelernter“ Herpetologe mit dem Schwerpunkt phylogenetische Systematik, was auch zahlreiche Veröffentlichungen belegen. Bedeutsam waren insbesondere Arbeiten zur Systematik der Zaun- und Smaragdeidechsen sowie über diverse Agamiden. Unter anderem beschrieb er 16 neue Arten und Unterarten, überwiegend aus der Gattung Lacerta. Peters konnte für sich in Anspruch nehmen, früher als viele seiner Zeitgenossen die Bedeutung der von Willi Hennig begründeten Phylogenetischen Systematik als eine streng rationale Forschungsstrategie mit großer Zukunftsträchtigkeit erkannt zu haben. Konsequent setzte er sich in zahlreichen Arbeiten und Vorträgen zur Theorie und Praxis der Phylogenetischen Systematik für deren Verbreitung ein. Und das zu einer Zeit, in der dieses rückhaltlose Eintreten noch außerordentlich kontroverse Diskussionen auslöste.

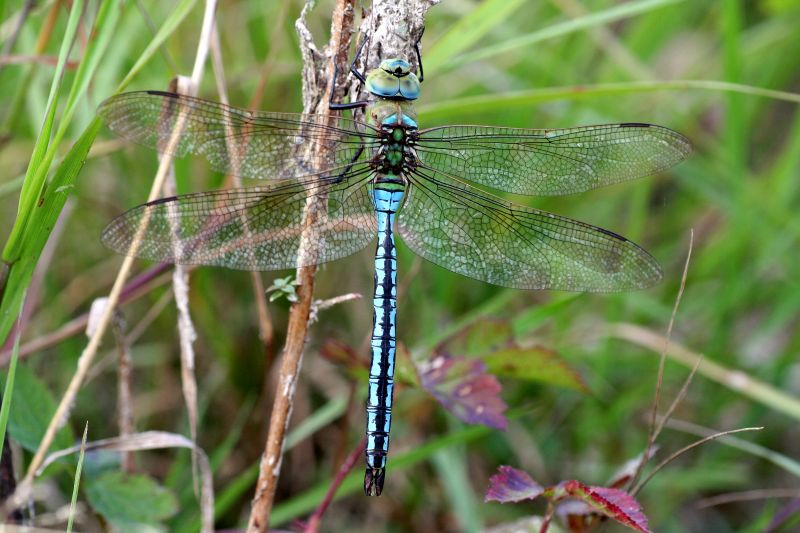
Männchen der Großen Königslibelle

### Odonatologie
Fast zeitgleich in den 1960er-Jahren fand Günther Peters auch seine Liebe zu den Libellen, speziell den Edellibellen (Aeshnidae). Und auch hier beschrieb er 1991 mit Boyeria cretensis eine neue Art. Betrachtet man die Liste sämtlicher Veröffentlichungen und die der Forschungsobjekte seiner Studienreisen, so muss man feststellen, dass zwischen 1969 und 1976 eine Verlagerung hin zu den Libellen erfolgte, und ab 1986 beschäftigte sich Peters fast ausschließlich mit diesem Taxon. Auch hier galt sein Forschungsschwerpunkt der Evolution und Systematik der Edellibellen. Das gleichnamige Buch „Die Edellibellen Europas“ aus der Reihe Die Neue Brehm-Bücherei von 1987 gilt noch heute als Standardwerk.
Zwar waren die Edellibellen die von ihm bevorzugt bearbeitete Gruppe, was aber nicht bedeutet, dass er anderen Arten und Themen keine Aufmerksamkeit widmete. So verfolgte er ein seit 1966 bearbeitetes Thema, nämlich die Ökologie und Faunistik der Libellen auf Hochmooren, stets weiter und unternahm dazu etliche Exkursionen zur Materialbeschaffung und zur Inspektion der Lokalitäten. Gleiches galt ab 2005 für die Libellenfauna in neuen Teichanlagen auf den Berliner Rieselfeldern.

### Veröffentlichungen
Von Günther Peters liegen 144 Veröffentlichungen als wissenschaftliche Originalbeiträge und Monographien, Buchveröffentlichungen und -beiträge, kritische Würdigungen und Stellungnahmen sowie populärwissenschaftliche Artikel vor. Von diesen beschäftigen sich 32 Arbeiten ausschließlich oder zumindest schwerpunktmäßig mit Libellen.

### Mitgliedschaften und Ehrungen
- 1958 bis 2023: Gesellschaft Naturforschender Freunde zu Berlin
- 1960 bis 1989: Biologische Gesellschaft der DDR
- 1960 bis 2023: URANIA
- 2010 bis 2023: Ehrenmitglied der Gesellschaft deutschsprachiger Odonatologen (GdO)

### Werke (Auswahl)

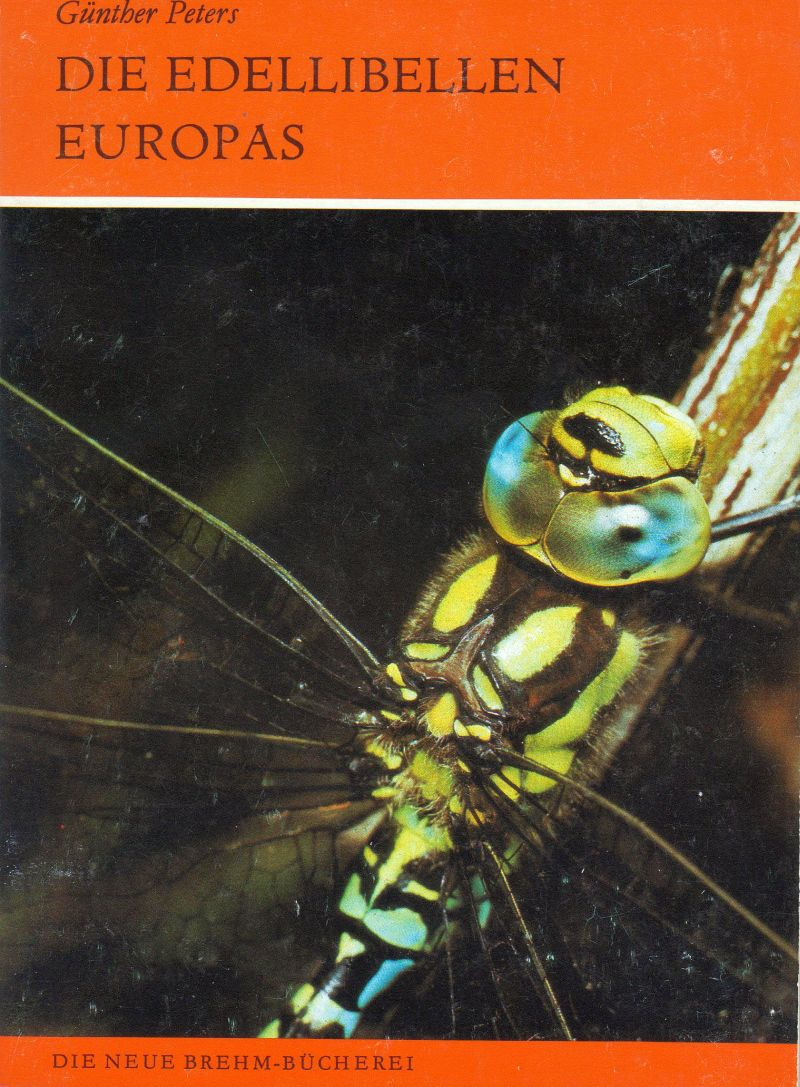
Die Edellibellen Europas

#### Libellen
- Atavistische Strukturen im Flügelgeäder von Aeshna grandis und verwandten Arten. Entomologische Abhandlungen 51: 1-16 (1987)
- Die Edellibellen Europas: Aeshnidae. Die neue Brehm-Bücherei 585. A. Ziemsen, Wittenberg Lutherstadt (1987)
- Bionomische Beobachtungen und taxonomische Untersuchungen an Anisoptera von Cuba und dem östlichen Mexico. Deutsche Entomologische Zeitschrift (NF) 35: 221-247 (1988)
- Die Schattenlibelle auf Kreta (Boyeria cretensis spec. nov.) und die Monophylie der „Gattung“ Boyeria McLachlan, 1896. Deutsche Entomologische Zeitschrift (NF) 38: 161-196 (1991)

#### Reptilien
- Zur Taxonomie und Ökologie der Zauneidechsen zwischen Peipus- und Onegasee. - Zoologische Beiträge N. F. 4: 205-232, 1959
- Die Zwergeidechse (Lacerta parva Boulenger) und ihre Verwandtschaftsbeziehungen zu anderen Lacertiden, insbesondere zur Libanoneidechse (Lacerta fraasii Lehrs). - Zoologische Jahrbücher, Abteilung für Systematik, Ökologie und Geographie der Tiere   89: 407-478, 1962
- Studien zur Taxonomie, Verbreitung und Ökologie der Smaragdeidechsen I. Lacerta trilineata, viridis und strigata als selbständige Arten. - Mitteilungen aus dem Zoologischen Museum in Berlin 38: 128-152, 1962
- Studien zur Taxonomie, Verbreitung und Ökologie der Smaragdeidechsen I. Lacerta trilineata, viridis und strigata als selbständige Arten. - Mitteilungen aus dem Zoologischen Museum in Berlin 38: 128-152, 1962
- Echsen - ein Brevier. - Verlag Edition Leipzig, 135 pp., 1989

#### Allgemein
- Die Taxonomie auf dem Wege zur Analyse der Stammesverwandtschaft. - In: „Beiträge zur Abstammungslehre und Genetik“. Verlag Volk und Wissen VE Verlag, Berlin, 50 pp
- Die Menschwerdung des Affen und die abiotischen Voraussetzungen der menschlichen Arbeit. - Medizin und Gesellschaft 17: 109-130, 1982